# Blood Bank
Blood Bank é um Extended play da banda estadunidense Bon Iver, lançado em 20 de janeiro de 2009 pela Jagjaguwar.
A canção "Woods" foi sampleada por Kanye West na faixa "Lost in the World", do álbum My Beautiful Dark Twisted Fantasy (2010). 
O álbum entrou na parada americana Billboard 200 no número 16 com 23.000 cópias vendidas, sendo 79% delas digitais.

## Lista de faixas
Todas as faixas escritas e compostas por Justin Vernon. 
| N.º | Título       | Duração |  |
| 1.  | "Blood Bank" | 4:45    |  |
| 2.  | "Beach Baby" | 2:40    |  |
| 3.  | "Babys"      | 4:44    |  |
| 4.  | "Woods"      | 4:45    |  |